# Fristenregelung
Der Begriff Fristenregelung, auch Fristenlösung, wird im Zusammenhang mit dem Schwangerschaftsabbruch verwendet. Die Frist versteht sich dabei als der Zeitraum, gemessen ab der Zeugung (Empfängnis) beziehungsweise ab dem ersten Tag der letzten Periode, innerhalb dessen ein Abbruch straffrei möglich ist.

## Unterschiedliche sprachliche Verwendung
Die Begriffe, die gleichzeitig politische Schlagwörter darstellen, sind nicht länderübergreifend eindeutig definiert. Das beginnt bereits mit der umstrittenen Fragestellung, ob Fristenlösung und Fristenregelung Synonyme darstellen, oder ob einer der Begriffe als „neutraler“ zu bewerten ist.  Beide bezeichnen allgemein die an eine Frist gebundene gesetzliche Lösung des ethischen Problems in Unterscheidung zu Indikationenmodellen, die an einem Grund orientiert sind.
In der Sprachpraxis (verschiedener deutschsprachiger Länder) werden die Ausdrücke teilweise unterschiedlich verwendet.
Es findet sich auch eine weitergefasste Verwendung und die enge Verwendung der Begriffe. Im Sinne der weitergefassten Verwendung handelt es sich in manchen Staaten um eine Fristenlösung/-regelung, wenn ein straffreier Schwangerschaftsabbruch zwar innerhalb einer festgelegten Frist in der Entscheidungskompetenz der Frau liegt, daneben aber durchaus weitere Einschränkungen bestehen können wie eine Beratungspflicht (Schwangerschaftskonfliktberatung) oder die Berufung auf eine Notlage seitens der Schwangeren. Im Sinne einer sprachlich engeren Verwendung handelt es sich nur dann um eine  Fristenlösung/-regelung, wenn die Entscheidung über einen Abbruch der Schwangerschaft ausschließlich an die Frist als solche gebunden ist und keinerlei weitere Einschränkungen wie eine Beratungspflicht bestehen.
Als Beispiel für eine unterschiedliche Verwendung des Begriffs sei Deutschland erwähnt: Ein Schwangerschaftsabbruch ist bis zur 14. Schwangerschaftswoche (d. h. bis 12 Wochen ab Befruchtung) straffrei möglich, unterliegt jedoch Einschränkungen wie der Beratungspflicht mit 3-tägiger Bedenkzeit. Ein Abbruch nach der 14. Schwangerschaftswoche ist nur aufgrund  medizinischer Indikation straffrei möglich.
Diese Regelung wird in Deutschland umgangssprachlich als Fristenlösung oder Fristenregelung bezeichnet. Das deutsche Max-Planck-Institut für ausländisches und internationales Strafrecht hingegen spricht für Deutschland nicht von einer Fristenregelung. Es definiert die Indikationslösung als Zulässigkeit des Schwangerschaftsabbruchs bei Vorliegen von – mehr oder weniger einschränkenden – Voraussetzungen, die von der Frau selbst oder von Dritten zu beurteilen sind. Die Fristenlösung hingegen definiert das Institut als „Zulässigkeit des Schwangerschaftsabbruchs bis zu einem bestimmten Schwangerschaftsalter“ – ohne weitere Bedingungen. Die aktuelle deutsche Regelung bezeichnet das Institut als Beratungsmodell und dritten Weg.

## Nationale Gesetzgebung

### Deutschland
In der DDR verabschiedete die Volkskammer am 9. März 1972 das Gesetz über die Unterbrechung der Schwangerschaft; es trat sofort in Kraft. Damit galt in der DDR eine Fristenlösung im engeren Sinne. Jede Frau hatte ein Recht auf Schwangerschaftsabbruch in den ersten zwölf Wochen.
In Westdeutschland wurde mit dem fünften Strafrechtsreformgesetz die Fristenregelung 1974 vom Bundestag beschlossen und am 21. Juni 1974 verkündet. Diese Fristenregelung wurde aber nicht wirksam; das Gesetz wurde vom Bundesverfassungsgericht kassiert. In der Begründung erklärte das Gericht, das Recht auf Leben beziehe sich auch auf das werdende Leben im Mutterleib. Der Schutz dieses sich entwickelnden Lebens ergebe sich aus Artikel 1 des Grundgesetzes, wonach die staatliche Gewalt die Würde des Menschen zu schützen hat. Nach Auffassung des höchsten Gerichts war der Embryo nicht nur Teil des mütterlichen Organismus, sondern ein selbständiges menschliches Wesen. Dies dominiere über das Recht der Schwangeren auf freie Entfaltung ihrer Persönlichkeit (Artikel 2). Ausgenommen waren folgende vier Indikationen:
- medizinische Indikation (Gefahr für die gegenwärtige oder zukünftige körperliche und/oder psychische Gesundheit der Schwangeren),
- eugenische Indikation (Diagnose einer schwerwiegenden Behinderung des werdenden Kindes),
- soziale Indikation (drohende Notlage)
- ethische Indikation oder kriminologische Indikation (Schwangerschaft aufgrund einer Vergewaltigung oder sexuellen Missbrauchs).

Diese Rechtsauffassung wurde 1976 als sogenannte Indikationsregelung in Gesetzesform gebracht.

Die Indikationslösung war in den folgenden Jahrzehnten mehrfach Gegenstand einer breiten Diskussion und öffentlicher Proteste. Von Ärzten wurde insbesondere die soziale Indikation zunehmend weiter ausgelegt, sodass bereits Arbeitslosigkeit oder ein geringes Einkommen als Begründung ausreichte. 
Nach der Wiedervereinigung galten zunächst die beiden unterschiedlichen Regelungen weiter. 1992 beschloss der Bundestag erneut eine (deutschlandweite) Fristenregelung.
Infolgedessen änderte sich 1993 die Rechtsprechung des Bundesverfassungsgerichtes: Der Schwangerschaftsabbruch in den ersten 12 Wochen nach der Befruchtung (also bis zur 14. Schwangerschaftswoche) sei zwar rechtswidrig, müsse aber strafrechtlich nicht verfolgt werden. Mit dieser Änderung trat nun in Deutschland eine faktische Fristenregelung in Kraft.
Seit 16. Juni 1993 gilt deutschlandweit eine faktische Fristenregelung: Der Schwangerschaftsabbruch ist bis zu 12 Wochen nach der Befruchtung  (also bis zur 14. Schwangerschaftswoche) rechtswidrig, aber straffrei, wenn vor dem Eingriff eine Beratung stattgefunden hat und eine 3-tägige Bedenkzeit eingehalten wurde. Liegt die Befruchtung mehr als 12 Wochen zurück, ist ein Abbruch legal, wenn eine medizinische Indikation vorliegt, die dann gegeben ist, wenn  eine Gefahr für das Leben der Schwangeren oder eine Gefahr einer schwerwiegenden Beeinträchtigung des körperlichen oder seelischen Gesundheitszustandes der Schwangeren abzuwenden ist – und die Gefahr nicht auf andere für sie zumutbare Weise abgewendet werden kann, § 218a Abs. 2 StGB. Eine solche Gefahr für die Schwangere kann z. B. entstehen, wenn eine vergleichsweise schwerwiegende Behinderung beim Ungeborenen festgestellt worden ist. Eine Beratung vor einem Abbruch nach medizinischer Indikation ist nicht Pflicht; sie steht der Schwangeren bzw. den werdenden Eltern von Rechts wegen zu (seit 2010 erweiterter Anspruch auf ärztliche Beratung nach § 2a Schwangerschaftskonfliktgesetz, Beratung oder Verzicht muss nach dessen Absatz 3 dokumentiert werden). 
Die Wirksamkeit des Verlangens bzw. der Einwilligung einer Schwangeren zum Schwangerschaftsabbruch richtet sich seit 2013 nach § 630d BGB. 
Ein Überblick über die gesamte historische Entwicklung steht im Artikel Schwangerschaftsabbruch.

### Österreich
Am 29. November 1973 wurde die Fristenregelung (Familien- und Strafrechtsreform unter Christian Broda) vom Nationalrat mit 93 SPÖ-Stimmen gegen die 88 Nein-Stimmen von ÖVP und FPÖ verabschiedet. Am 6. Dezember des gleichen Jahres erhob die ÖVP im Bundesrat Einspruch, das Gesetz wurde im Nationalrat trotzdem mittels Beharrungsbeschluss am 23. Jänner 1974, wiederum durch die absolute SPÖ Mehrheit (mit 92 zu 89 Stimmen) durchgesetzt. Somit trat in Österreich mit 1. Januar 1975 die Fristenregelung (§§ 96-97 StGB) in Kraft.
Bis zur Nidation (Einnistung der befruchteten Eizelle) ist das embryonale Leben strafrechtlich nicht geschützt. Ab der Nidation bis zu den Eröffnungswehen sind die §§ 96 und 97 StGB anzuwenden. Ab den Wehen, bzw. ab der Öffnung der Bauchdecke kommen die §§ 75 (Mord) und 190 (Störung der Totenruhe) zum Tragen.
Gemäß § 97 StGB ist ein Schwangerschaftsabbruch nicht strafbar, wenn er
a) innerhalb der ersten drei Monate nach Beginn der Schwangerschaft nach vorhergehender ärztlicher Beratung von einem Arzt vorgenommen wird, dies ist die sogenannte Fristenregelung oder
b) wenn medizinische Indikationen vorliegen oder
c) wenn die Schwangere zur Zeit der Schwängerung unmündig war. Gemäß § 21 Abs. 2 ABGB sind jene Personen unmündig, die das 14 Lebensjahr noch nicht vollendet haben (kriminologische Indikation).
Die Dreimonatsfrist wird von der Nidation an berechnet und dauert demnach bis Ende der 16. Schwangerschaftswoche ab Beginn der letzten Regelblutung bzw. der 14. Woche ab Befruchtung.
Unter die Medizinische Indikation (§ 97 Abs. 1 Z2 StGB) sind Gefahren für das Leben wie auch für schwere Schäden an der körperlichen oder seelischen Gesundheit der Schwangeren zu subsumieren. Ebenso fallen darunter die embryopathischen Indikationen, d. h. Fehlbildungen des Fötus, wie zum Beispiel Trisomie 21 (Man beachte den Unterschied zwischen Präimplantationsdiagnostik und Pränataldiagnostik. Die Präimplantationsdiagnostik ist in Österreich untersagt, die Pränataldiagnostik dagegen zugelassen).
Die Entscheidung, den Schwangerschaftsabbruch straffrei zu stellen, blieb jedoch weiterhin umstritten. Die Positionen von damals blieben bis heute die gleichen: Die Befürworter verwiesen auf das Selbstbestimmungsrecht der Frauen, und geschätzte 50.000 Frauen nehmen sie jährlich in Anspruch. Gegner der Fristenregelung sprechen von Mord an ungeborenem Leben. Die erste Frauenministerin Österreichs, Johanna Dohnal, bezeichnete die Fristenregelung als „großen Erfolg der Frauenpolitik“.
In Wien wurde im Jahr 2005 ein Gesetz beschlossen, um eine rechtliche Handhabe gegen radikale Abtreibungsgegner zu haben und um sie daran zu hindern, psychischen Druck auf Frauen auszuüben, die Abtreibungskliniken betreten wollen.

### Schweiz
In der Schweiz gilt seit 1. Oktober 2002 eine Fristenregelung. Bis zur 12. Schwangerschaftswoche (ab dem ersten Tag der letzten Menstruation) liegt der Entscheid über den Abbruch bei der schwangeren Frau. Sie muss eine Erklärung unterschreiben, dass sie sich in einer Notlage befindet, den Schwangerschaftsabbruch wünscht und die gesetzlich vorgeschriebene Beratung durch den (behandelnden) Arzt erhalten hat. Nach der 12. Woche braucht es die Bestätigung eines Arztes, dass eine medizinische Indikation vorliegt. Das heißt, dass die körperliche oder seelische Gesundheit der Frau durch die Schwangerschaft gefährdet ist. Die Gefahr muss umso größer sein, je weiter die Schwangerschaft fortgeschritten ist. Eine Beratung bei einer zugelassenen Beratungsstelle ist nur für Mädchen unter 16 Jahren obligatorisch. Minderjährige brauchen keine elterliche Einwilligung.
(Zur Geschichte der Fristenregelung in der Schweiz siehe bei Schweizerische Vereinigung für Straflosigkeit des Schwangerschaftsabbruchs)